# Francisco Martín Gallego
Francisco Luis Martín Gallego (Santander, 8 de marzo de 1966), más conocido como Francisco Martín, es un ingeniero de caminos, canales y puertos, profesor universitario en la Universidad de Cantabria y político independiente español. 
Ha sido consejero del Gobierno de Cantabria en diversas ocasiones. Entre 2007 y 2011 fue consejero de Medio Ambiente y entre 2015 y 2021 fue consejero de Innovación, Industria, Turismo y Comercio, si bien desde 2019 hasta 2021 sin las competencias en turismo. Asimismo, también ha sido presidente de la Autoridad Portuaria de Santander desde febrero de 2021 hasta octubre de 2023.

## Trayectoria docente
Francisco Martín es doctor en Ingeniería de Caminos, Canales y Puertos por la Universidad de Cantabria. Es docente de la Escuela Técnica Superior de Ingenieros de Caminos, Canales y Puertos de Santander, habiendo ocupado plaza como profesor titular en la Sección de Ingeniería Oceanográfica del área de conocimiento de Ingeniería Hidráulica del Departamento de Ciencias y Técnicas del Agua y del Medio Ambiente de la Universidad de Cantabria.
Asimismo, ha tenido una amplia carrera docente en el extranjero, trabajando en el Departamento de Ingeniería Civil de la Universidad de Liverpool en 1990, en el Departamento de Ingeniería Oceánica de la Universidad de Rhode Island en 1993, en la Fundación Europea de la Ciencia en 1993, en el Instituto Danés de Hidráulica en 1994, en el Instituto de Hidráulica de la Universidad Nacional de México en 1995, en el Departamento de Ingeniería Oceánica de la Universidad de Oxford y en el Departamento de Ingeniería Civil de la Universidad de la Reina de Belfast en 1996, en el Departamento de Hidráulica de la Universidad de Edimburgo en 1997 y en el Departamento de Ciencias de la Ingeniería de la Universidad de Oxford entre 1999 y 2000.

## Trayectoria política
Siempre a título de independiente, comenzó su andadura política en agosto de 2003, cuando fue nombrado director general de Obras Hidráulicas y Ciclo Integral del Agua, cargo que ocupó hasta julio de 2007 cuando, a propuesta del Partido Socialista de Cantabria-PSOE, es nombrado Consejero de Medio Ambiente del Gobierno de Cantabria, bajo la presidencia de Miguel Ángel Revilla en la VII legislatura autonómica. Repitió el cargo, también a propuesta del PSOE, en el segundo mandato de Revilla.
Tras las elecciones autonómicas de 2011, el Partido Popular consiguió alzarse con la presidencia y fue nombrado director de Transferencias Tecnológicas del Instituto de Hidráulica de Cantabria entre julio de 2011 y enero de 2013, fecha en la que pasaría a ser director de Área Experimental del mismo organismo hasta ser nombrado Consejero de Innovación, Industria, Turismo y Comercio el 9 de julio de 2015, con Miguel Ángel Revilla de nuevo como presidente pero, esta vez, a propuesta del Partido Regionalista de Cantabria.
Tras las elecciones de mayo de 2019, fue propuesto, de nuevo a propuesta del PRC, como consejero de Innovación, Industria, Transporte y Comercio, siendo nombrado 8 de julio de 2019, perdiendo las competencias turísticas.
En enero de 2021 se anunció una remodelación del Gobierno cántabro. El exconsejero Francisco Javier López Marcano asumiría la cartera de Martín y este sería nombrado presidente de la Autoridad Portuaria de Santander tras la dimisión del entonces presidente Jaime González. Su cese se hizo oficial el 20 de enero de 2021 y al día siguiente, el Consejo de Gobierno trasladó a Puertos del Estado la propuesta para nombrarlo Presidente de la Autoridad Portuaria. Tomó posesión del cargo el 5 de febrero. Cesó en octubre de 2023.

## Reconocimientos
- Premio Internacional 'Gustav Willems' 1999, otorgado por la Asociación Internacional Permanente de los Congresos de Navegación.[1]
- Premio Dragados y Construcciones al mejor trabajo de historia de las obras públicas en 1987.[1]
- Premio AQUA de Investigación en el año 2000.[1]

| Predecesor: José Ortega Valcárcel | Consejero de Medio Ambiente de Cantabria 2007-2011                               | Sucesor: Francisco Javier Fernández (Medio Ambiente, Ordenación del Territorio y Urbanismo)                                |
| Predecesor: Eduardo Arasti        | Consejero de Innovación, Industria, Turismo y Comercio de Cantabria 2015-2019    | Sucesor: Él mismo (Innovación, Industria, Transporte y Comercio) Marina Lombó (Educación, Formación Profesional y Turismo) |
| Predecesor: Él mismo              | Consejero de Innovación, Industria, Transporte y Comercio de Cantabria 2019-2021 | Sucesor: Francisco Javier López Marcano                                                                                    |